# 约翰·皮尔
约翰·罗伯特·帕克·拉文斯克罗夫特，OBE（英語：John Robert Parker Ravenscroft；1939年8月30日—2004年10月25日），职称约翰·皮尔（John Peel），无线电节目主持人、唱片制作人和记者。他是英国广播公司第一台的DJ中服役时间最长的，从1967年开始，直到2004年去世。